# ときめき!!歌謡族
「ときめき!!歌謡族」(ときめきかようぞく)は1986年4月から1986年9月26日まで、朝日放送で制作された歌謡番組。放送時間は毎週土曜17:00-17:45。関東地方ではテレビ朝日で、毎週金曜17:30 - 18:00（日本標準時）。

## 概要
歌と笑いを合体させた歌謡バラエティ。太平サブロー・シローの司会進行で、歌のコーナーとゲストトークの『タコヤキトーク亭』、大阪の芸人が神主と巫女に扮してゲスト歌手の大ヒット祈願をしていた『爆笑ヒット祈願』などのコーナーで構成されていた。

## 出演
- 司会：太平サブロー・シロー
- その他（『爆笑ヒット祈願』など出演）
  - ダウンタウン[2][3]
  - ぼんちおさむ[4]
  - ライム・ライト

他

## ゲスト一覧（関東地方での放送日時）
| 回数 | 放送日        | ゲスト                                           |
| ---- | ------------- | ------------------------------------------------ |
| 1    | 1986年4月11日 | 西城秀樹、THE GOOD-BYE、松本典子                 |
| 2    | 1986年4月18日 | 川中美幸、早見優、少女隊、山瀬まみ               |
| 3    | 1986年4月25日 | 角川博、石川秀美、松原のぶえ                     |
| 4    | 1986年5月9日  | 山本譲二、吉幾三、中村繁之、尾形大作、水谷麻里   |
| 5    | 1986年5月16日 | 野口五郎、鳥羽一郎                               |
| 6    | 1986年5月23日 | 藤田まこと、三田村邦彦（「必殺特集」として放送） |
| 7    | 1986年5月30日 | 千昌夫、川島なお美、井浦秀知                     |
| 8    | 1986年6月6日  | 菊池桃子、本田美奈子、岩崎良美、神野美伽         |
| 9    | 1986年6月13日 | 森田健作、牧村三枝子、井森美幸、青木美保         |
| 10   | 1986年6月20日 | 八代亜紀、荻野目洋子、石野陽子                   |
| 11   | 1986年6月27日 | 西村知美、湯江健幸、キャディラック、浅香唯       |
| 12   | 1986年7月4日  | 石川秀美、新沼謙治、芳本美代子、水谷麻里         |
| 13   | 1986年7月11日 | 三田寛子、1986オメガトライブ、桑田靖子           |
| 14   | 1986年7月18日 | 工藤夕貴、THE GOOD-BYE、松原のぶえ               |
| 15   | 1986年7月25日 | 嶋大輔、椎名恵、ラフ&レディ、天童よしみ          |
| 16   | 1986年8月1日  | 河合奈保子、日野美歌、大沢逸美                   |
| 17   | 1986年8月8日  | シブがき隊、ポピンズ、山瀬まみ                   |
| 18   | 1986年8月29日 | 小林幸子、堀ちえみ                               |
| 19   | 1986年9月5日  | 角川博、松本伊代、池田政典                       |
| 20   | 1986年9月12日 | 早見優、松本典子、芳本美代子                     |
| 21   | 1986年9月19日 | 山本譲二、少女隊、志村香、湯江健幸               |
| 22   | 1986年9月26日 | 石川秀美、菊池桃子、西村知美、島津ゆたか         |